# Combiné nordique au Festival olympique d'hiver 2009 de la jeunesse européenne
Pour des articles plus généraux, voir Combiné nordique au Festival olympique d'hiver de la jeunesse européenne et Combiné nordique en 2009.
Navigation
2003 2011
Les épreuves de combiné nordique au Festival olympique d'hiver 2009 de la jeunesse européenne se sont déroulées en février 2009 à Szczyrk, en Pologne.
L'épreuve de sprint est remportée par l'Allemand Manuel Faißt devant le Polonais Pawel Słowiok. L'Allemand Tobias Simon est troisième.
Deux jours plus tard, le Gundersen voit Pawel Słowiok devancer l'Autrichien Mario Seidl. Le Polonais Adam Cieślar arrive troisième.
Le relais est la dernière course. Il est remporté l'équipe d'Allemagne qui devance celle de Pologne ; l'équipe de Slovénie complète le podium.

## Organisation

### Sites

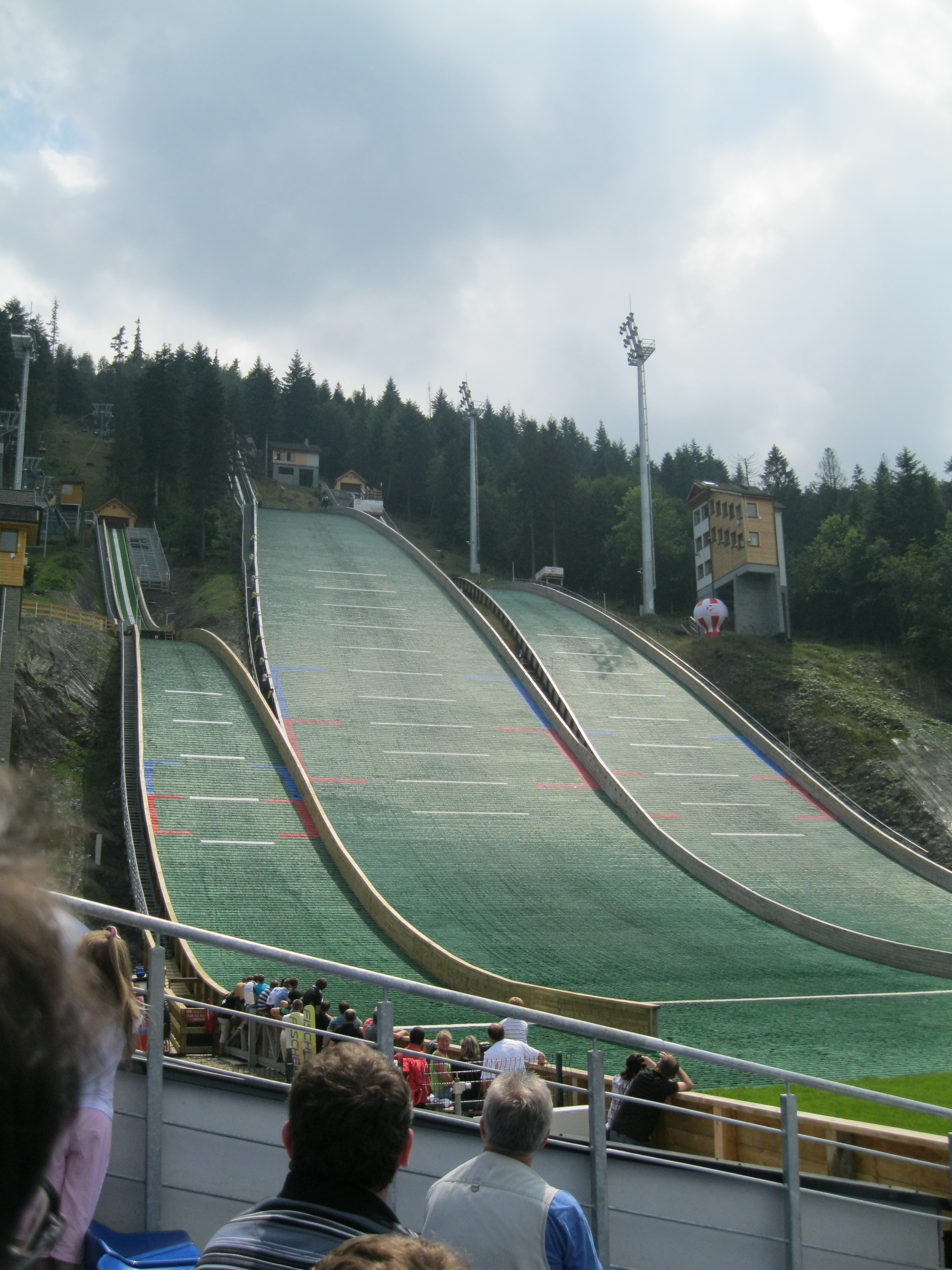
Les tremplins de Skalite

La concours de saut a eu lieu sur tremplins de Skalite à Szczyrk. La première compétition sur ce tremplin date de 1937,. En 1948, le tremplin accueille les Championnats de Pologne de saut à ski (pl). Après une modernisation en 1953, le record du tremplin est porté à 63,5 m par Antoni Wieczorek (en). Le tremplin est à nouveau rénové pour les Championnats du monde junior de ski nordique 2008 (pl). Cependant, en raison du manque de neige, les compétitions sont déplacés à Zakopane.
Ce complexe est composé de trois tremplins : un HS 44, un HS 76 et un HS 106.
L'épreuve de ski de fond a également lieu à Szczyrk.

### Calendrier
Des entraînements ont lieu les jours précédant les épreuves. Les entraînements de sauts ont lieu les matins et les entraînements de ski de fond les après-midi.
| Épreuves                      | Date            | Épreuve     | Horaire | Horaire |
| ----------------------------- | --------------- | ----------- | ------- | ------- |
| Sprint HS 106 / 3,75 km       | 16 février 2009 | Saut à ski  | 11:00   |         |
| Sprint HS 106 / 3,75 km       | 16 février 2009 | Ski de fond | 14:00   |         |
| Gundersen HS 106 / 7,5 km     | 18 février 2009 | Saut à ski  | 11:00   |         |
| Gundersen HS 106 / 7,5 km     | 18 février 2009 | Ski de fond | 14:00   |         |
| Par équipes HS 106 / 3 × 5 km | 20 février 2009 | Saut à ski  | 11:00   |         |
| Par équipes HS 106 / 3 × 5 km | 20 février 2009 | Ski de fond | 14:00   |         |

### Format des épreuves

#### Sprint
Les athlètes exécutent premièrement un saut sur le tremplin normal (HS 106) suivi d’une course de ski de fond de 3,75 km qui consiste à parcourir trois boucles de 1,250 km. Après le saut, des points sont attribués pour la longueur et le style. Le départ de la course de ski de fond s'effectue selon la méthode Gundersen (1 point = 4 secondes) : le coureur occupant la première place du classement de saut s’élance en premier, et les autres partent ensuite dans l’ordre fixé. Le premier skieur à franchir la ligne d’arrivée remporte l’épreuve.

#### Gundersen
Les athlètes réalisent deux sauts sur le tremplin (HS 106) suivi d’une course de ski de fond de 7,5 km qui consiste à parcourir trois boucles de 2,5 km. Comme dans le sprint, la méthode Gundersen est utilisée pour la conversion des points du saut à ski.

#### Épreuves par équipe
Habituellement constitué de quatre concurrents, le relais comprend ici trois athlètes qui effectuent individuellement un saut sur le tremplin (HS 106). On additionne ensuite les résultats de chaque membre de l’équipe. L’équipe qui obtient le pointage total le plus élevé sera la première équipe à partir dans la partie du ski de fond qui consiste en un relais 3 × 5 km. Comme dans les épreuves individuelles, on détermine les temps de départ dans un ordre fixé selon le tableau de Gundersen. L’équipe dont le premier skieur franchit la ligne d’arrivée remporte l’épreuve.

## Athlètes
Les comités olympiques nationaux européens peuvent engager 3 athlètes. Les épreuves de combiné nordique ne sont ouvertes qu'aux garçons nés en 1992 et en 1993.
38 garçons représentant 13 nations participent à la compétition :
| - Autriche (3) - Allemagne (3) - Biélorussie (2) - Estonie (3) - Finlande (3) - France (3) - Italie (3) |  | - Norvège (3) - Pologne (3) - Russie (3) - Slovénie (3) - Tchéquie (3) - Ukraine (3) |

## Récit des épreuves
Dans le sprint, le concours de saut a été dominé par Andrzej Gąsienica (pl). Paweł Słowiok a 6,5 points de retard ce qui le fait partir 0 min 18 s après le leader. Lors de la course de fond, Pawel Słowiok et Manuel Faißt se sont retrouvés en tête dès la mi-course. Pawel Słowiok essaie de distancer l'allemand mais celui s'accroche. Manuel Faißt double le polonais lors du sprint final. Les deux athlètes ont été départagés à la photo finish. Le podium est complété par un second allemand, Tobias Simon. Manuel Faißt et Pawel Słowiok sont très heureux car ils ne visaient avant la course qu'un Top 6. Andrzej Gąsienica (pl), finalement 8e est également heureux de son résultat.
Dans le Gundersen, Mario Seidl domine le concours de saut ce qui lui octroie 1 min 32 s d'avance sur Pawel Słowiok. Lors de la course de fond qui se courent dans des conditions météorologiques difficiles, Pawel Słowiok remonte progressivement et rattrape Mario Sedl dans le dernier tour. Il le domine au sprint et remonte l'or devant l'autrichien. Adam Cieślar, troisième après le saut, remporte la médaille de bronze. Pawel Słowiok se déclare très heureux de sa victoire en particulier de sa course de fond. Mario Seidl n'est, au contraire, pas satisfait de sa course. En effet, il se demande comment il a pu perdre cette course,. Grâce à ces performances dans le Gundersen, trois polonais dans le Top 10, l'entraîneur polonais Mariusz Chrapek pense que la Pologne peut réaliser une bonne performance dans la course par équipe. Le relais autrichien est également attendu lors de la course de relais. L'entraineur Allemand, Josef Buchner, souhaite que son équipe remporte la médaille d'or.
Le concours de saut de l'épreuve par équipe est dominé par la Pologne. L'équipe polonaise dispose de 33 s d'avance sur l'équipe d'Allemagne. Lors de la course de fond, l'Allemagne remonte et dépasse le relais polonais qui parvient à conserver la médaille d'argent. La Slovénie termine troisième. L'entraîneur slovène, Igor Cuznar, est satisfait du podium obtenu par ses athlètes. L'entraineur polonais dresse un bilan positif de cette compétition avec les quatre médailles obtenues.

## Podiums
| Épreuve     | Or                       | Argent                  | Bronze                   |
| ----------- | ------------------------ | ----------------------- | ------------------------ |
| Sprint      | Manuel Faißt             | Paweł Słowiok           | Tobias Simon             |
| Gundersen   | Paweł Słowiok            | Mario Seidl             | Adam Cieślar             |
| Par équipes | Allemagne - Manuel Faißt | Pologne - Paweł Słowiok | Slovénie - Nace Sinkovec |

## Tableau des médailles
| Rang  | Nation    | Or | Argent | Bronze | Total |
| ----- | --------- | -- | ------ | ------ | ----- |
| 1     | Allemagne | 2  | 0      | 1      | 3     |
| 2     | Pologne   | 1  | 2      | 1      | 4     |
| 3     | Autriche  | 0  | 1      | 0      | 1     |
| 4     | Slovénie  | 0  | 0      | 1      | 1     |
| Total | Total     | 3  | 3      | 3      | 9     |

## Résultats détaillés

### Sprint
Le tableau ci-dessous montre les résultats de la compétition avec le nom des participants, leur pays, leur classement, les temps dans l'épreuve de fond, la longueur de leur saut et les points qu'ils ont remportés dans les deux épreuves,.
| Position | Athlète                   | Nation      | Distance (m) | Points | Retard au départ | Temps du ski de fond | Écart         |
| -------- | ------------------------- | ----------- | ------------ | ------ | ---------------- | -------------------- | ------------- |
| 1.       | Manuel Faißt              | Allemagne   | 99,5         | 123,0  | +0 min 15 s      | 10 min 24 s 3        |               |
| 2.       | Pawel Słowiok             | Pologne     | 98,5         | 122,0  | +0 min 18 s      | 10 min 21 s 4        | +0 s 1        |
| 3.       | Tobias Simon              | Allemagne   | 100,5        | 124,5  | +0 min 11 s      | 10 min 45 s 1        | +16 s 8       |
| 4.       | Otto Schall               | Allemagne   | 99,5         | 123,0  | +0 min 15 s      | 10 min 49 s 0        | +24 s 7       |
| 5.       | Mikke Leinonen            | Finlande    | 96,0         | 116,0  | +0 min 34 s      | 10 min 33 s 1        | +27 s 7       |
| 6.       | Mario Seidl               | Autriche    | 102,0        | 127,5  | +0 min 3 s       | 11 min 9 s 5         | +33 s 2       |
| 7.       | Samuel Costa              | Italie      | 100,5        | 124,5  | +0 min 11 s      | 11 min 6 s 1         | +37 s 7       |
| 8.       | Andrzej Gąsienica (pl)    | Pologne     | 102,0        | 128,5  | 0 min 0 s        | 11 min 22 s 5        | +43 s 1       |
| 9.       | Mattia Runggaldier        | Italie      | 92,5         | 107,5  | +0 min 57 s      | 10 min 33 s 3        | +51 s 0       |
| 10.      | Ola Harviken              | Norvège     | 91,5         | 103,5  | +1 min 8 s       | 10 min 43 s 6        | +1 min 12 s 2 |
| 11.      | Alen Turjak               | Slovénie    | 91,5         | 104,5  | +1 min 5 s       | 10 min 54 s 4        | +1 min 20 s 1 |
| 12.      | Krystof Tiser             | Tchéquie    | 96,5         | 115,5  | +0 min 35 s      | 11 min 39 s 9        | +1 min 33 s 6 |
| 13.      | Paul Lejeune              | France      | 90,5         | 102,0  | +1 min 12 s      | 11 min 1 s 5         | +1 min 34 s 2 |
| 14.      | Nace Sinkovec             | Slovénie    | 88,5         | 98,0   | +1 min 23 s      | 10 min 51 s 9        | +1 min 35 s 5 |
| 15.      | Matthias Hochegger        | Autriche    | 97,5         | 88,5   | +1 min 25 s      | 10 min 51 s 1        | +1 min 36 s 8 |
| 16.      | Ondrej Brezar             | Tchéquie    | 90,5         | 102,0  | +1 min 12 s      | 11 min 5 s 2         | +1 min 37 s 9 |
| 17.      | Espen Andersen            | Norvège     | 88,0         | 97,5   | +1 min 25 s      | 11 min 6 s 2         | +1 min 51 s 9 |
| 18.      | Vitaliy Kalinichenko (en) | Ukraine     | 97,5         | 115,5  | +0 min 35 s      | 12 min 0 s 5         | +1 min 56 s 2 |
| 19.      | Yury Bodunov              | Russie      | 92,5         | 103,0  | +1 min 10 s      | 11 min 27 s 3        | +1 min 58 s 0 |
| 20.      | Alexander Brandner        | Autriche    | 85,5         | 91,5   | +1 min 41 s      | 11 min 0 s 3         | +2 min 2 s 0  |
| 21.      | Adam Cieślar              | Pologne     | 84,5         | 80,0   | +2 min 12 s      | 10 min 53 s 3        | +2 min 26 s 0 |
| 22.      | Leon Pivk                 | Slovénie    | 81,0         | 80,0   | +2 min 12 s      | 10 min 54 s 2        | +2 min 26 s 9 |
| 23.      | Jakub Dedek               | Tchéquie    | 86,0         | 92,5   | +1 min 38 s      | 11 min 33 s 5        | +2 min 32 s 2 |
| 24.      | Jesse Kaislavuo           | Finlande    | 86,0         | 91,0   | +1 min 42 s      | 11 min 30 s 0        | +2 min 32 s 7 |
| 25.      | Han Hendrik Piho          | Estonie     | 80,5         | 80,0   | +2 min 12 s      | 11 min 14 s 6        | +2 min 47 s 2 |
| 26.      | Charles Bailly Basin      | France      | 83,0         | 84,0   | +2 min 1 s       | 11 min 47 s 5        | +3 min 9 s 1  |
| 27.      | Viktor Pasichnyk          | Ukraine     | 81,0         | 80,0   | +2 min 12 s      | 11 min 45 s 5        | +3 min 18 s 2 |
| 28.      | Roberto Tomio             | Italie      | 74,5         | 66,0   | +2 min 50 s      | 11 min 12 s 1        | +3 min 22 s 8 |
| 29.      | Kristoffer Sorli          | Norvège     | 77,5         | 73,0   | +2 min 31 s      | 11 min 32 s 6        | +3 min 24 s 3 |
| 30.      | Marken Nupp               | Estonie     | 80,0         | 77,0   | +2 min 20 s      | 11 min 49 s 4        | +3 min 30 s 1 |
| 31.      | Joel Kuhlberg             | Finlande    | 78,5         | 75,0   | +2 min 26 s      | 11 min 56 s 2        | +3 min 42 s 8 |
| 32.      | Théo Hannon               | France      | 81,0         | 80,0   | +2 min 12 s      | 12 min 10 s 3        | +3 min 43 s 0 |
| 33.      | Ruslan Balanda (en)       | Ukraine     | 80,5         | 79,0   | +2 min 15 s      | 12 min 40 s 0        | +4 min 15 s 7 |
| 34.      | Aliaksei Muravitski       | Biélorussie | 84,5         | 88,5   | +1 min 49 s      | 13 min 6 s 6         | +4 min 16 s 3 |
| 35.      | Maxim Slepenko            | Russie      | 75,5         | 67,0   | +2 min 48 s      | 12 min 18 s 6        | +4 min 27 s 3 |
| 36.      | Vladimir Turilov          | Russie      | 80,0         | 77,0   | +2 min 20 s      | 13 min 24 s 1        | +5 min 4 s 7  |
| 37.      | Aliaksei Baldzin          | Biélorussie | 72,5         | 61,5   | +3 min 3 s       | 13 min 30 s 7        | +5 min 54 s 4 |

### Gundersen
Le tableau ci-dessous montre les résultats de la compétition avec le nom des participants, leur pays, leur classement, les temps dans l'épreuve de fond, la longueur de leur saut et les points qu'ils ont remportés dans les deux épreuves,.
| Position | Athlète                   | Nation      | Distance (m) | Points      | Retard au départ | Temps du ski de fond | Écart          |
| -------- | ------------------------- | ----------- | ------------ | ----------- | ---------------- | -------------------- | -------------- |
| 1.       | Pawel Słowiok             | Pologne     | 89,0 97,0    | 219,0       | +1 min 32 s      | 22 min 53 s 5        |                |
| 2.       | Mario Seidl               | Autriche    | 95,5 102,0   | 242,0       | 0 min 0 s        | 24 min 28 s 4        | +2 s 8         |
| 3.       | Adam Cieślar              | Pologne     | 96,0 89,0    | 216,0       | +1 min 44 s      | 23 min 17 s 1        | +35 s 5        |
| 4.       | Mattia Runggaldier        | Italie      | 88,5         | 196,0       | +3 min 4 s       | 23 min 9 s 7         | +1 min 48 s 1  |
| 5.       | Tobias Simon              | Allemagne   | 85,5 95,0    | 202,5       | +2 min 38 s      | 23 min 37 s 5        | +1 min 49 s 9  |
| 6.       | Samuel Costa              | Italie      | 90,5 93,5    | 211,5       | +2 min 2 s       | 24 min 42 s 5        | +2 min 18 s 9  |
| 7.       | Manuel Faißt              | Allemagne   | 83,5 94,0    | 197,0       | +3 min 0 s       | 23 min 47 s 6        | +2 min 22 s 0  |
| 8.       | Andrzej Gąsienica (pl)    | Pologne     | 92,0 90,5    | 210,0       | +2 min 8 s       | 24 min 54 s 5        | +2 min 36 s 9  |
| 9.       | Mikke Leinonen            | Finlande    | 91,0 80,0    | 181,0       | +4 min 4 s       | 23 min 31 s 6        | +3 min 10 s 1  |
| 10.      | Espen Andersen            | Norvège     | 85,0 94,5    | 203,0       | +2 min 36 s      | 25 min 9 s 8         | +3 min 20 s 3  |
| 11.      | Jesse Kaislavuo           | Finlande    | 85,0 90,5    | 193,0       | +3 min 16 s      | 24 min 58 s 4        | +3 min 48 s 9  |
| 12.      | Otto Schall               | Allemagne   | 89,0 81,0    | 179,0       | +4 min 12 s      | 24 min 5 s 0         | +3 min 51 s 4  |
| 13.      | Alen Turjak               | Slovénie    | 83,0 85,0    | 173,5       | +4 min 34 s      | 23 min 54 s 9        | +4 min 3 s 3   |
| 14.      | Matthias Hochegger        | Autriche    | 87,0 85,0    | 186,0       | +3 min 44 s      | 24 min 53 s 5        | +4 min 11 s 9  |
| 15.      | Krystof Tiser             | Tchéquie    | 89,5 87,0    | 194,5       | +3 min 10 s      | 25 min 42 s 3        | +4 min 26 s 8  |
| 16.      | Ola Harviken              | Norvège     | 82,5 87,5    | 179,0       | +4 min 12 s      | 25 min 3 s 5         | +4 min 49 s 9  |
| 17.      | Nace Sinkovec             | Slovénie    | 82,0 74,5    | 149,0       | +6 min 12 s      | 23 min 36 s 1        | +5 min 22 s 5  |
| 18.      | Paul Lejeune              | France      | 83,0         | 169,5       | +4 min 50 s      | 25 min 5 s 4         | +5 min 29 s 8  |
| 19.      | Ondrej Brezar             | Tchéquie    | 82,0 80,0    | 160,5       | +5 min 26 s      | 24 min 44 s 1        | +5 min 44 s 5  |
| 20.      | Charles Bailly Basin      | France      | 80,5 84,0    | 166,5       | +5 min 2 s       | 25 min 54 s 2        | +6 min 30 s 6  |
| 21.      | Alexander Brandner        | Autriche    | 83,0 73,5    | 150,0       | +6 min 8 s       | 25 min 0 s 7         | +6 min 43 s 2  |
| 22.      | Leon Pivk                 | Slovénie    | 74,5 73,0    | 128,0       | +7 min 36 s      | 23 min 39 s 4        | +6 min 49 s 8  |
| 23.      | Han Hendrik Piho          | Estonie     | 73,0 76,0    | 133,5       | +7 min 14 s      | 24 min 45 s 6        | +7 min 34 s 0  |
| 24.      | Roberto Tomio             | Italie      | 70,0 73,5    | 119,5       | +8 min 10 s      | 24 min 35 s 8        | +8 min 20 s 2  |
| 25.      | Jakub Dedek               | Tchéquie    | 74,5 80,5    | 142,5       | +6 min 38 s      | 26 min 30 s 6        | +8 min 43 s 0  |
| 26.      | Ruslan Balanda (en)       | Ukraine     | 79,5 75,0    | 120,0       | +8 min 8 s       | 25 min 5 s 3         | +8 min 47 s 7  |
| 27.      | Kristoffer Sorli          | Norvège     | 68,5 77,5    | 125,0       | +7 min 48 s      | 25 min 26 s 0        | +8 min 48 s 4  |
| 28.      | Théo Hannon               | France      | 70,0 78,5    | 129,0       | +7 min 32 s      | 25 min 43 s 6        | +8 min 50 s 0  |
| 29.      | Aliaksei Muravitski       | Biélorussie | 81,5 77,5    | 155,0       | +5 min 48 s      | 28 min 1 s 0         | +9 min 23 s 4  |
| 30.      | Maxim Slepenko            | Russie      | 71,0 80,0    | 131,5       | +7 min 22 s      | 26 min 31 s 5        | +9 min 27 s 9  |
| 31.      | Yury Bodunov              | Russie      | 79,0 73,5    | 136,0       | +7 min 4 s       | 26 min 54 s 4        | +9 min 32 s 9  |
| 32.      | Joel Kuhlberg             | Finlande    | 72,5 70,0    | 118,0       | +8 min 16 s      | 26 min 9 s 3         | +9 min 59 s 7  |
| 33.      | Viktor Pasichnyk          | Ukraine     | 66,0         | 91,0        | +10 min 4 s      | 25 min 24 s 1        | +11 min 2 s 5  |
| 34.      | Marken Nupp               | Estonie     | 64,5 69,5    | 98,0        | +9 min 36 s      | 26 min 30 s 2        | +11 min 40 s 6 |
| 35.      | Vladimir Turilov          | Russie      | 67,0 74,5    | 112,5       | +8 min 38 s      | 28 min 28 s 4        | +12 min 40 s 8 |
| 36.      | Aliaksei Baldzin          | Biélorussie | 59,0 60,0    | 63,5        | +11 min 54 s     | 28 min 2 s 9         | +15 min 31 s 3 |
| -        | Vitaliy Kalinichenko (en) | Ukraine     | Disqualifié  | Disqualifié | Disqualifié      | Disqualifié          | Disqualifié    |

### Relais
Le tableau ci-dessous montre les résultats de la compétition avec le nom des participants, leur pays, leur classement, la longueur de leurs sauts et les points qu'ils ont remportés dans les deux épreuves.
| Rang | Pays                                                                   | Points                  | Temps          | Classement final |
| ---- | ---------------------------------------------------------------------- | ----------------------- | -------------- | ---------------- |
| 1    | Allemagne Tobias Simon Otto Schall Manuel Faißt                        | 366,0 125,5 126,0 114,5 | 41 min 30 s 4  |                  |
| 2    | Pologne Adam Cieślar Andrzej Gąsienica (pl) Pawel Słowiok              | 391,0 131,5 126,5 133,0 | 43 min 3 s 8 2 | +1 min 0 s 3     |
| 3    | Slovénie Leon Pivk Alen Turjak Nace Sinkovec                           | 292,5 87,0 109,5 96,0   | 42 min 30 s 8  | +2 min 38 s 3    |
| 4    | Italie Mattia Runggaldier Roberto Tomio Samuel Costa                   | 318,0 120,0 74,0 124,0  | 43 min 11 s 9  | +2 min 45 s 4    |
| 5    | Autriche Matthias Hochegger Mario Seidl Alexander Brandner             | 336,0 109,5 123,0 123,5 | 43 min 36 s 8  | +2 min 46 s 3    |
| 6    | Finlande Jesse Kaislavuo Joel Kuhlberg Mikke Leinonen                  | 315,0 116,5 75,0 103,5  | 43 min 38 s 7  | +3 min 16 s 2    |
| 7    | Norvège Kristoffer Sorli Espen Andersen Ola Harviken                   | 309,5 94,5 108,0 106,5  | 44 min 17 s 4  | +4 min 2 s 9     |
| 8    | Ukraine Viktor Pasichnyk Ruslan Balanda (en) Vitaliy Kalinichenko (en) | 289,0 81,5 85,5 122,0   | 45 min 6 s 1   | +5 min 18 s 6    |
| 9    | France Paul Lejeune Charles Bailly Basin Théo Hannon                   | 287,5 106,0 94,0 87,5   | 45 min 37 s 4  | +5 min 51 s 9    |
| 10   | Tchéquie Jakub Dedek Krystof Tiser Ondrej Brezar                       | 317,5 90,0 110,5 117,0  | 46 min 27 s 1  | +6 min 1 s 6     |
| 11   | Estonie Siim-Tanel Sammelselg (en) Marken Nupp Han Hendrik Piho        | 301,5 132,5 81,0 88,0   | 48 min 1 s 0   | +7 min 56 s 5    |
| 12   | Russie Maxim Slepenko Vladimir Turilov Yury Bodunov                    | 280,0 91,0 94,0 95,0    | 48 min 43 s 2  | +9 min 7 s 7     |